# Girardia dimorpha
Girardia dimorpha is een platworm (Platyhelminthes). De worm is tweeslachtig. De soort leeft in of nabij zoet water.
Het geslacht Girardia, waarin de platworm wordt geplaatst, wordt tot de familie Dugesiidae gerekend. De wetenschappelijke naam van de soort werd, als Planaria dimorpha, voor het eerst geldig gepubliceerd in 1902 door Böhmig.